# CXCL13
Le ligand 13 de la chimiokine (motif CXC) ou CXCL13, également connu sous le nom de chimiotactique des lymphocytes B (BLC) ou chimiokine 1 attirant les cellules B (BCA-1), est un ligand protéique qui, chez l'humain, est codé par le gène CXCL13,.

## Fonction
CXCL13 est une petite chimiokine appartenant à la famille de chimiokine CXC. Comme ses autres noms le suggèrent, cette chimiokine est sélectivement chimiotactique pour les lymphocytes B appartenant à la fois aux sous-ensembles B-1 et B-2, et provoque ses effets en interagissant avec le récepteur de chimiokine CXCR5,. CXCL13 et son récepteur CXCR5 contrôlent l'organisation des lymphocytes B dans les follicules des tissus lymphoïdes et est fortement exprimé dans le foie, la rate, les ganglions lymphatiques et l'intestin des humains. Le gène de CXCL13 est situé sur le chromosome humain 4 dans un groupe d'autres chimiokines CXC.
Dans les lymphocytes T, on pense que l'expression de CXCL13 reflète une origine du centre germinatif de la cellule T, en particulier un sous-ensemble de cellules T appelées cellules T auxiliaires B folliculaires (ou cellules TFH). Par conséquent, on pense que l'expression de CXCL13 dans les lymphomes à cellules T, tels que le lymphome à cellules T angio-immunoblastique, reflète une origine du centre germinatif des cellules T néoplasiques.